# Hafsatu Kamara
Hafsatu Kamara (sinh ngày 7 tháng 12 năm 1991) là một vận động viên chạy nước rút Sierra Leone. Cô thi đấu ở nội dung 100 mét tại Giải vô địch thế giới 2015 ở Bắc Kinh mà không tiến lên từ vòng đầu tiên.
Cô được sinh ra ở Hoa Kỳ của cha mẹ Sierra Leonean và sống ở Sierra Leone một thời gian trong thời thơ ấu của cô. Chưa bao giờ thi đấu cho Hoa Kỳ, cô quyết định đại diện cho quốc gia gốc của cha mẹ mình khi được các quan chức của nước đó tiếp cận.
Cô từng thi đấu cho Sierra Leone tại Thế vận hội mùa hè 2016. Cô đã hoàn thành thứ 8 trong sự nóng bỏng của mình trong 100 m và không đủ điều kiện vào vòng bán kết. Cô là người cầm cờ cho Sierra Leone trong lễ bế mạc.

## Giải đấu quốc tế
| Năm                       | Giải đấu                  | Địa điểm                  | Thứ hạng                  | Nội dung                  | Chú thích                 |
| Representing Sierra Leone | Representing Sierra Leone | Representing Sierra Leone | Representing Sierra Leone | Representing Sierra Leone | Representing Sierra Leone |
| ------------------------- | ------------------------- | ------------------------- | ------------------------- | ------------------------- | ------------------------- |
| 2014                      | Commonwealth Games        | Glasgow, Scotland         | 32nd (h)                  | 100 m                     | 12.14                     |
| 2014                      | Commonwealth Games        | Glasgow, Scotland         | 30th (h)                  | 200 m                     | 25.12                     |
| 2015                      | World Championships       | Beijing, China            | 45th (h)                  | 100 m                     | 12.13                     |
| 2016                      | African Championships     | Durban, South Africa      | 25th (h)                  | 200 m                     | 24.99                     |
| 2016                      | Olympic Games             | Rio de Janeiro, Brazil    | 59th (h)                  | 100 m                     | 12.22                     |
| 2018                      | Commonwealth Games        | Gold Coast, Australia     | 29th (h)                  | 100 m                     | 12.00                     |
| 2018                      | Commonwealth Games        | Gold Coast, Australia     | 26th (h)                  | 200 m                     | 24.50                     |
| 2018                      | African Championships     | Asaba, Nigeria            | 16th (h)                  | 100 m                     | 12.03                     |
| 2018                      | African Championships     | Asaba, Nigeria            | 17th (sf)                 | 200 m                     | 25.01                     |

## Thành tích cá nhân tốt nhất
Ngoài trời
- 100 mét - 11,61 (+0,2 m/s, Northridge 2013), (+1,8 m/s, Phoenix 2016)
- 200 mét - 23,83 (+1,1 m/s, Northridge 2013)
- 400 mét - 57,85 (Pasadena 2013)

Trong nhà
- 60 mét - 7,53 (Flagstaff 2017)
- 200 mét - 25,39 (New York 2014)